# Lužec nad Cidlinou
Lužec nad Cidlinou è un comune della Repubblica Ceca facente parte del distretto di Hradec Králové, nella regione omonima.